# Angelo Gandini
Angelo Gandini (Milano, 31 gennaio 1931 – Valdagno, 8 settembre 1999) è stato un calciatore italiano, di ruolo centrocampista.

## Carriera
Cresciuto nel Milan, passa al Lecco dove colleziona 20 presenze e 2 gol in Serie C. In seguito gioca in prestito nella Reggiana e nel Marzotto Valdagno.
Nel 1953 torna al Milan con cui ottiene una presenza in Serie A.
Gioca globalmente otto stagioni in Serie B con Reggiana, Marzotto, Como, Modena e Lecco.